# NGC 1339
NGC 1339 (również PGC 12917) – galaktyka eliptyczna (E), znajdująca się w gwiazdozbiorze Pieca. Została odkryta 18 listopada 1835 roku przez Johna Herschela. Galaktyka ta należy do gromady w Piecu.